# Kirchheimer Kunstweg
Kirchheimer Kunstweg is een beeldenroute in Kirchheim unter Teck in de Duitse deelstaat Baden-Württemberg.

## Geschiedenis
De beeldenroute Kirchheimer Kunstweg - Moderner Kunst auf der Spur is ontstaan op initiatief van de Werkgroep Attraktive Kernstadt. De route loopt van de Jesinger Straße via het stadscentrum naar het ziekenhuis aan de Eugenstraße en omvat 16 kunstwerken en sculpturen van Duitse en internationale beeldhouwers.

## Collectie
1. David Lee Thompson : Bell Hop (1982)
2. Reinhard Scherer : Figur in Aktion (1979)
3. Lutz Ackermann : Schichtungen (1989)
4. Pinuccio Sciola : Sciolastein (1979)
5. André Bucher : Atlas (1981)
6. André Bucher : Brunnen am Postplatz (1985)
7. Gerhard Dreher : Glasbild (1978)
8. Adam Lude Döring : Wandbild (1978/79)
9. Helmut Stromsky : Komposition für Licht und Wind (1987)
10. Josef Nadj : Passage (1999)
11. Reinhard Scherer : Bewegtes Gefüge (1989)
12. Rotraud Hofmann : Stufenstele (1990)
13. K.H. Türk : Wie ein Altar (1992)
14. André Bucher : Gegenüberstellung (1985)
15. André Bucher : Gegensätze (1985)
16. Frank Teufel : Begegnung (2005)

## Fotogalerij

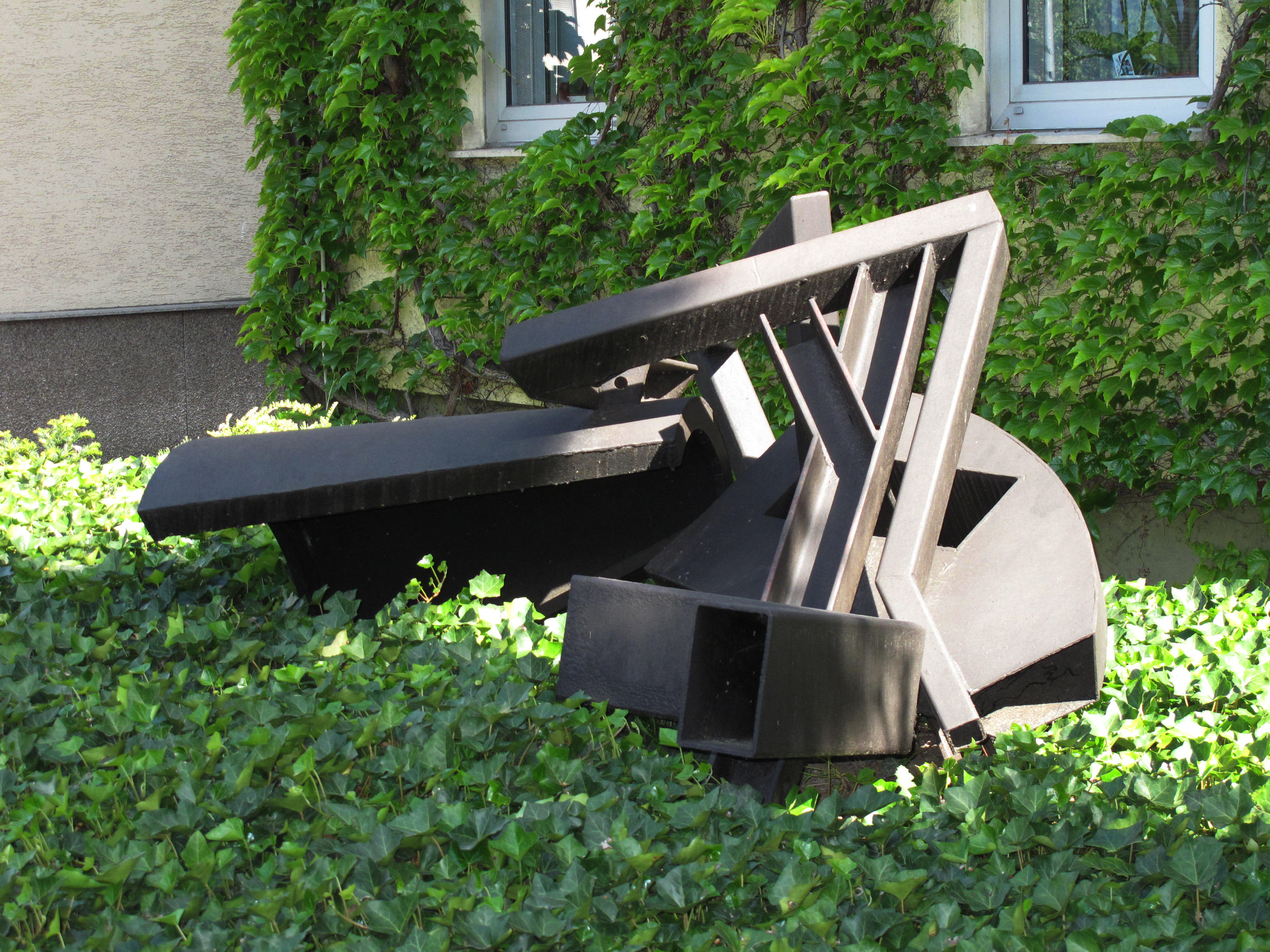
1: Bell Hop (1982)
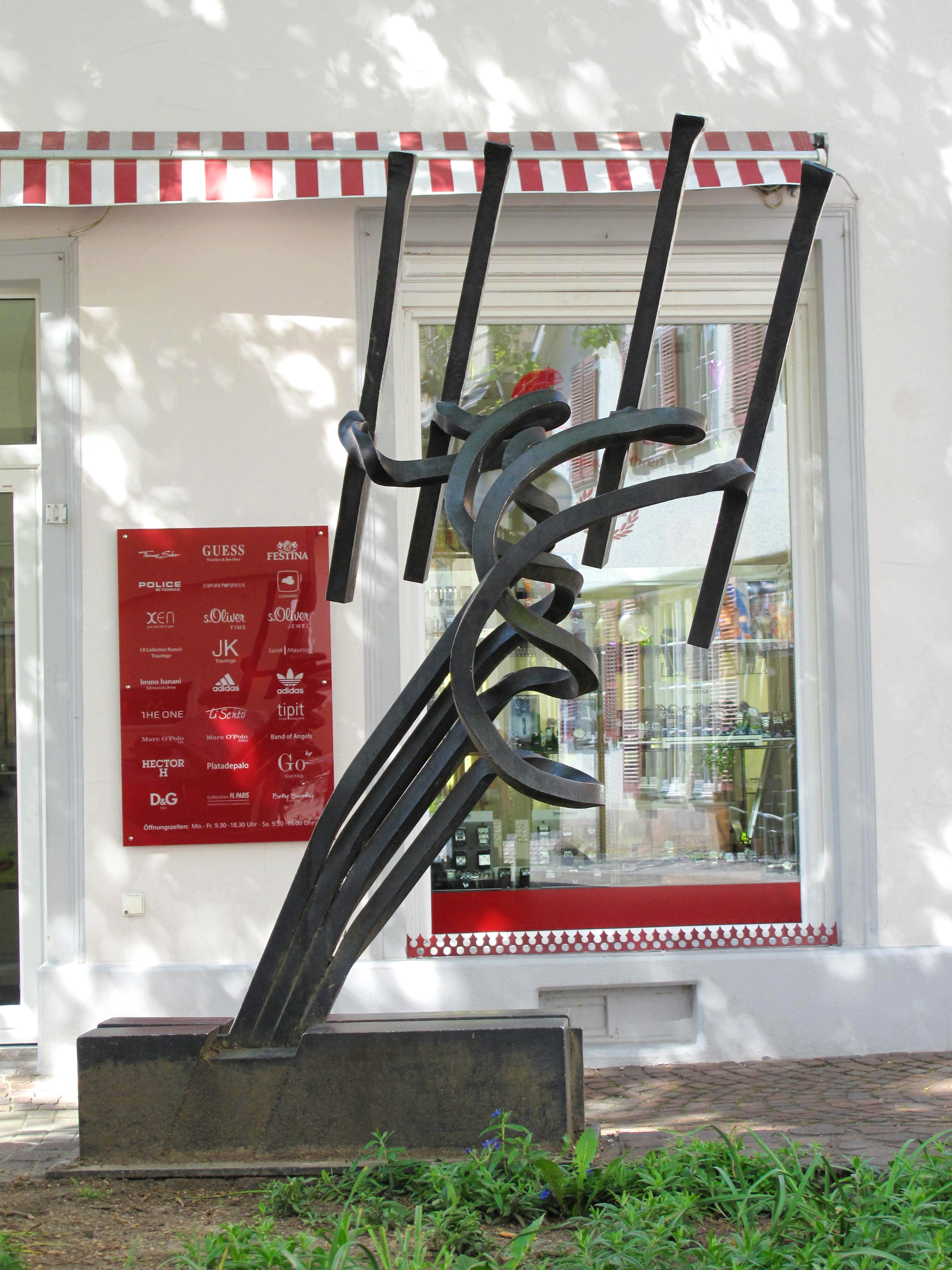
2: Figur in Aktion (1979)
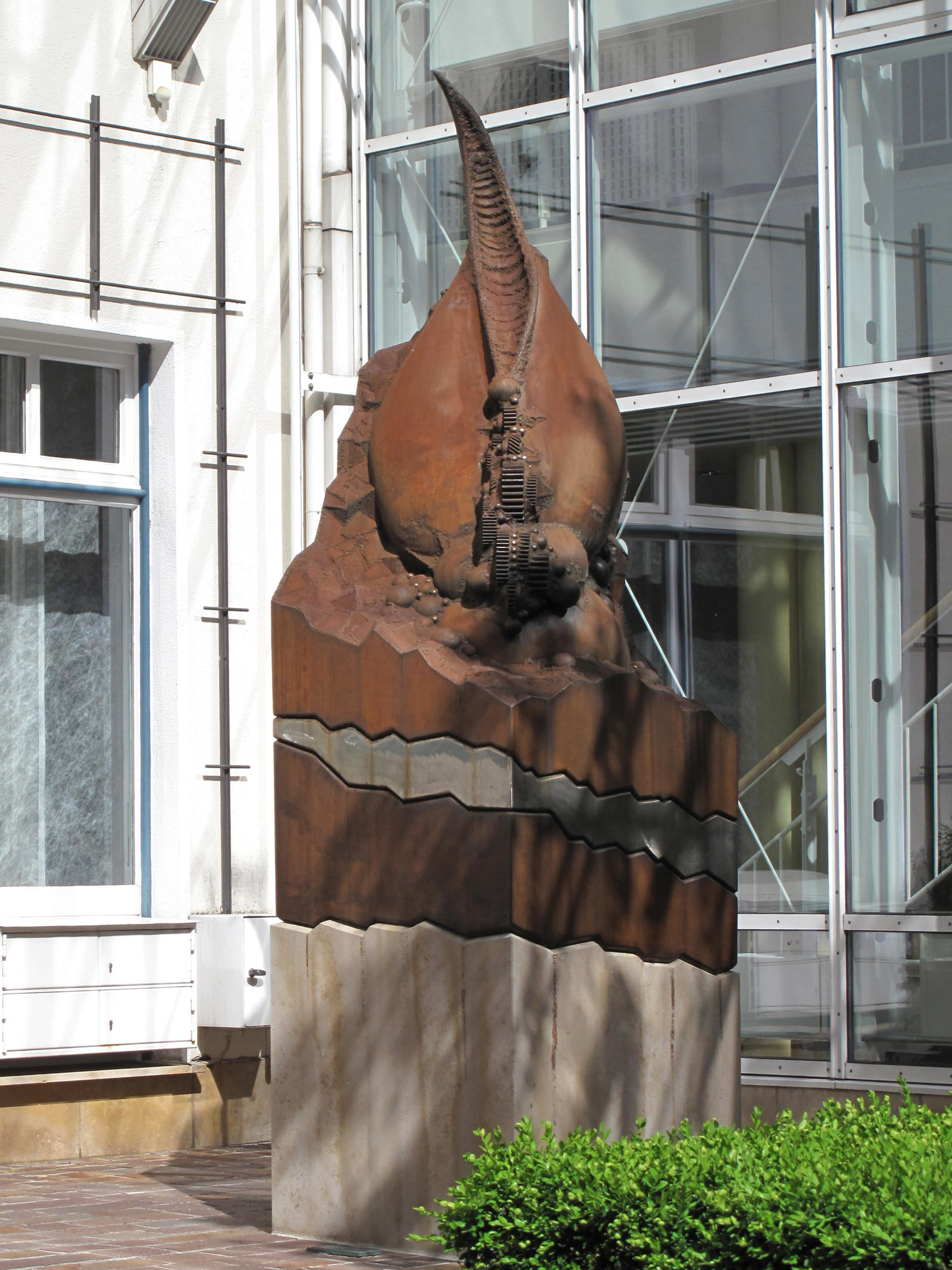
3: Schichtungen (1989)
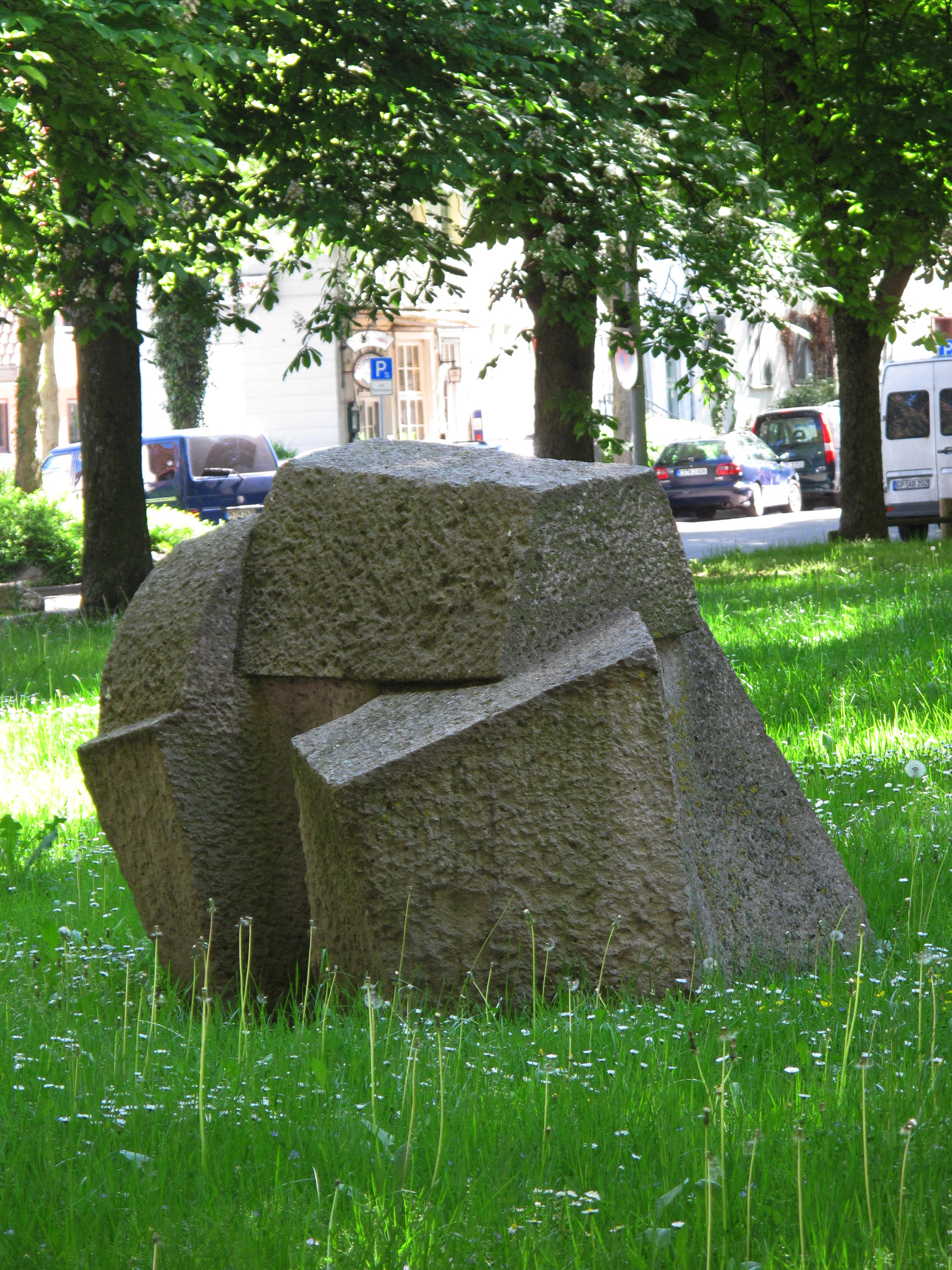
4: Sciolastein (1979)
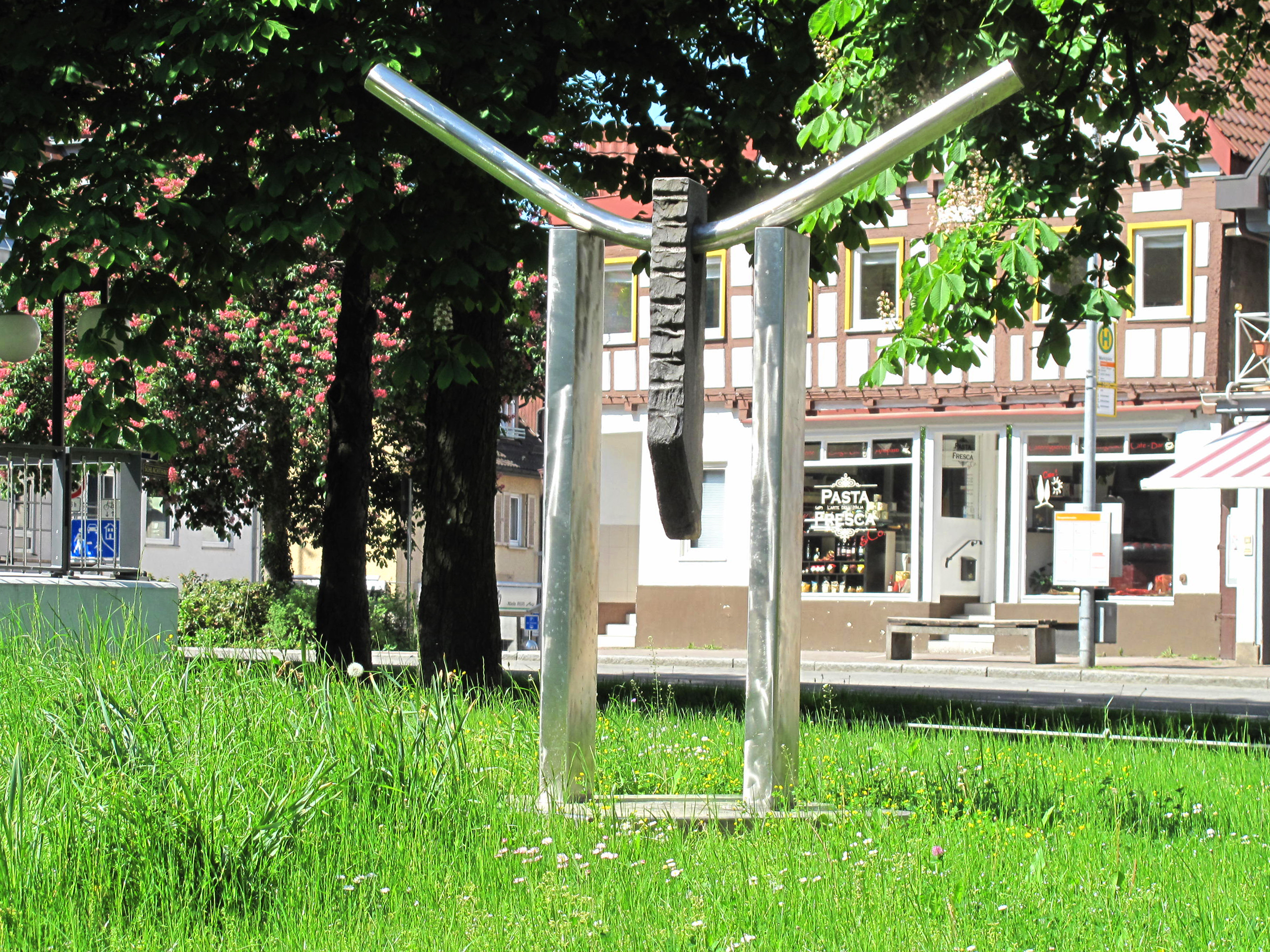
5: Atlas (1981)
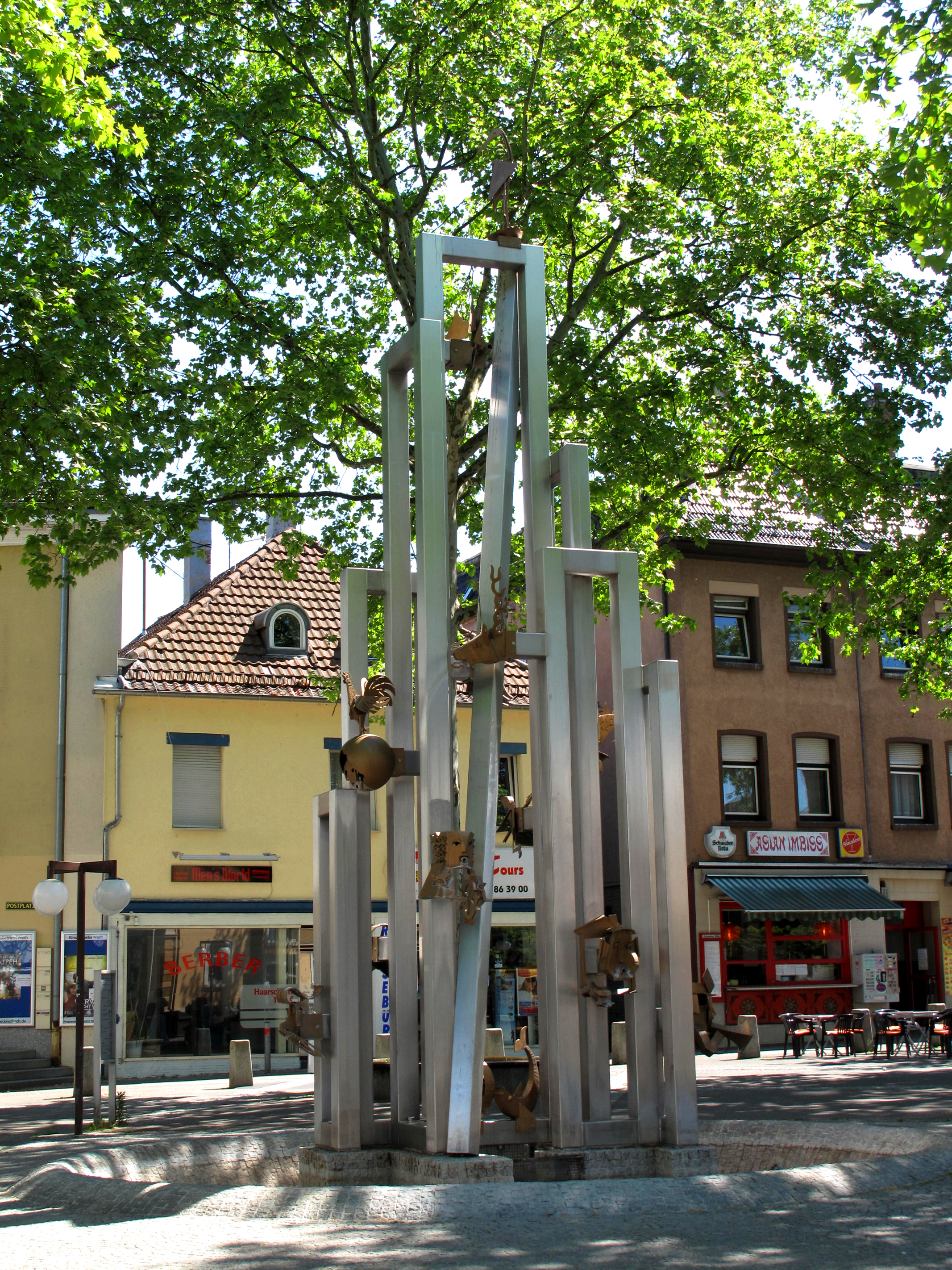
6: Brunnen am Postplatz (1985)
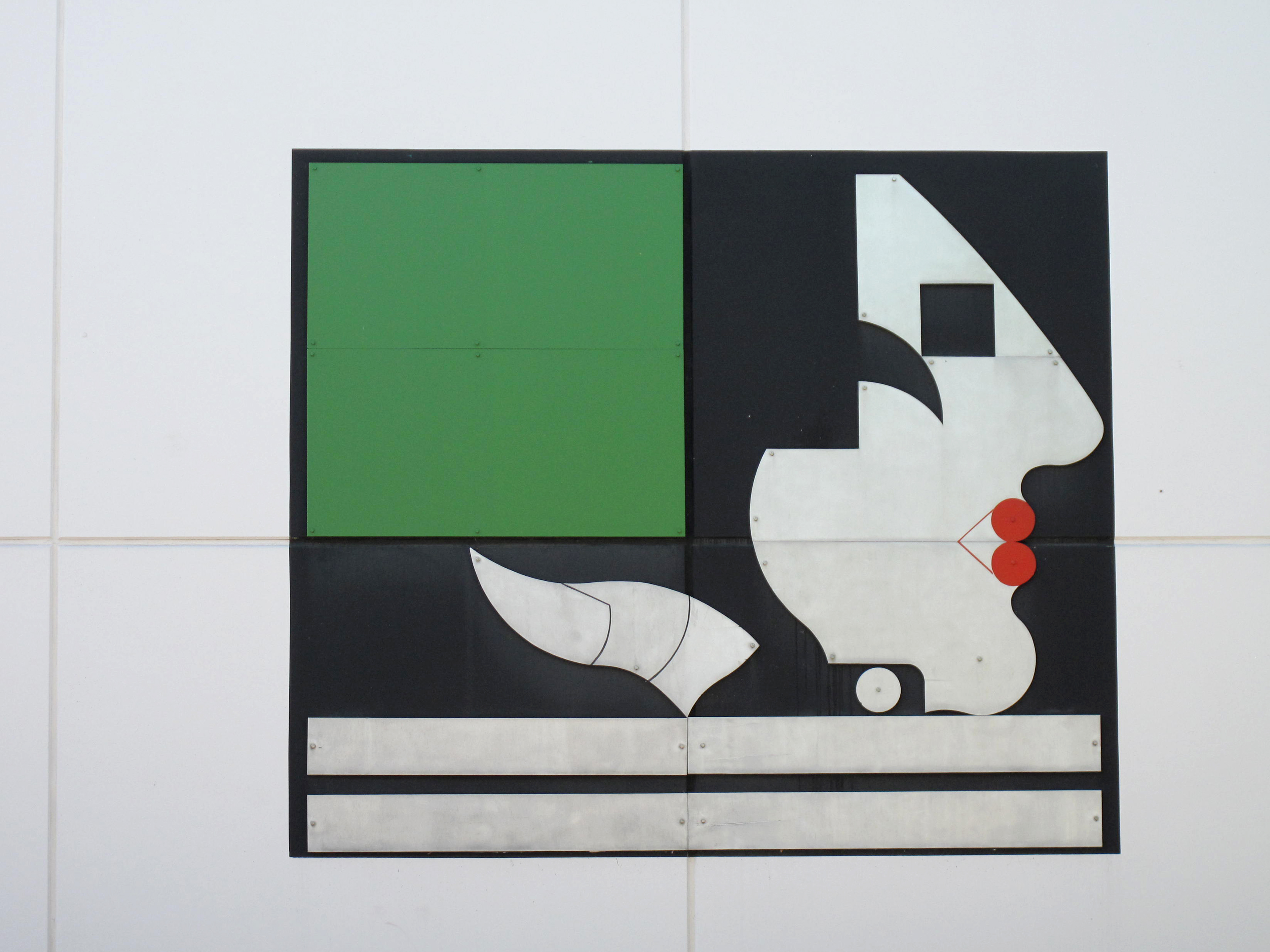
8: Wandbild (1978/79)
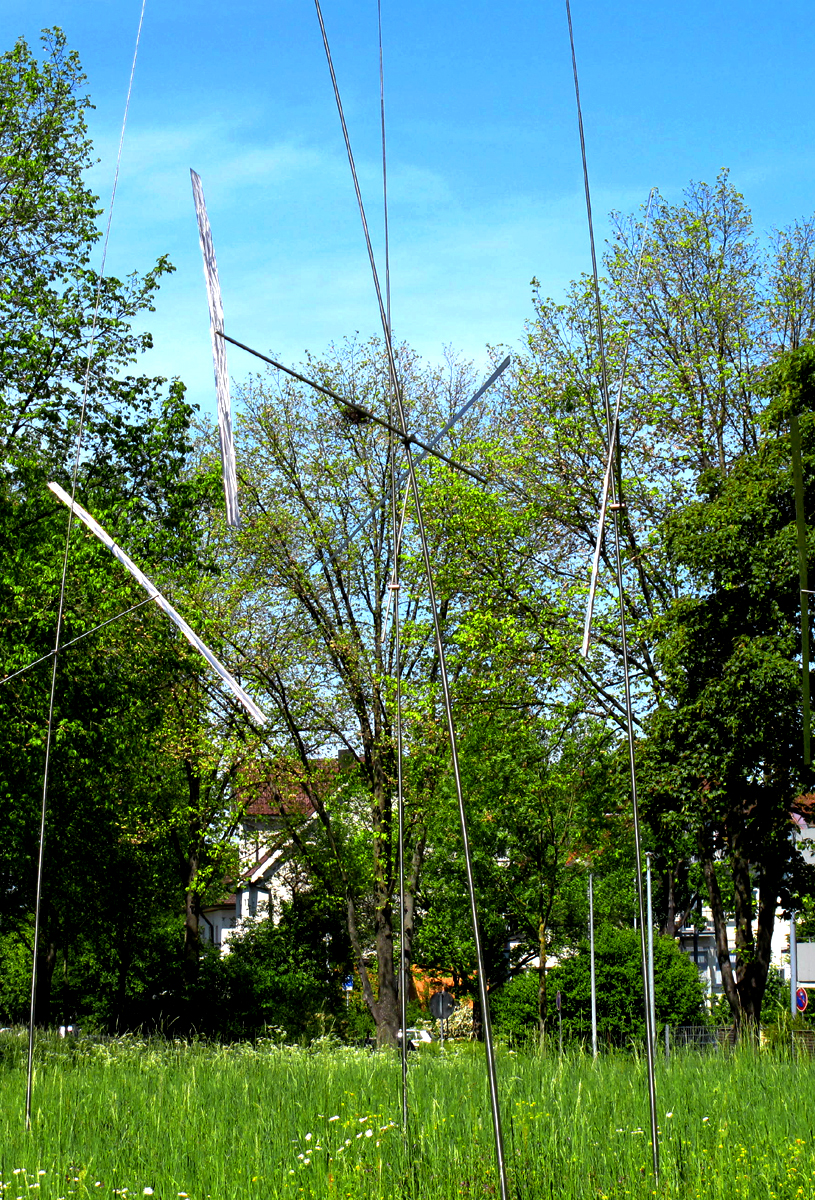
9: Komposition für Licht und Wind (1987)
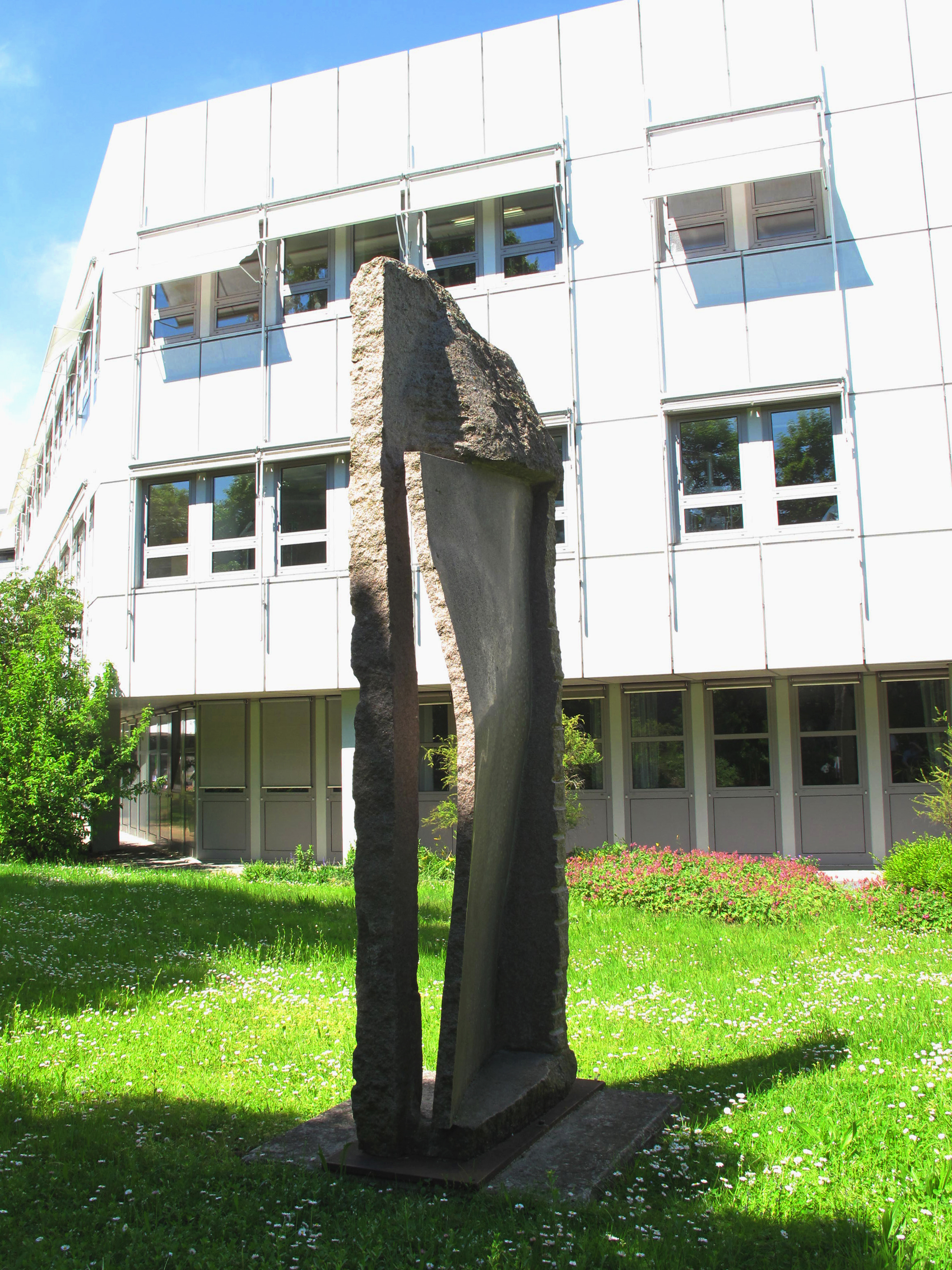
10: Passage (1999)
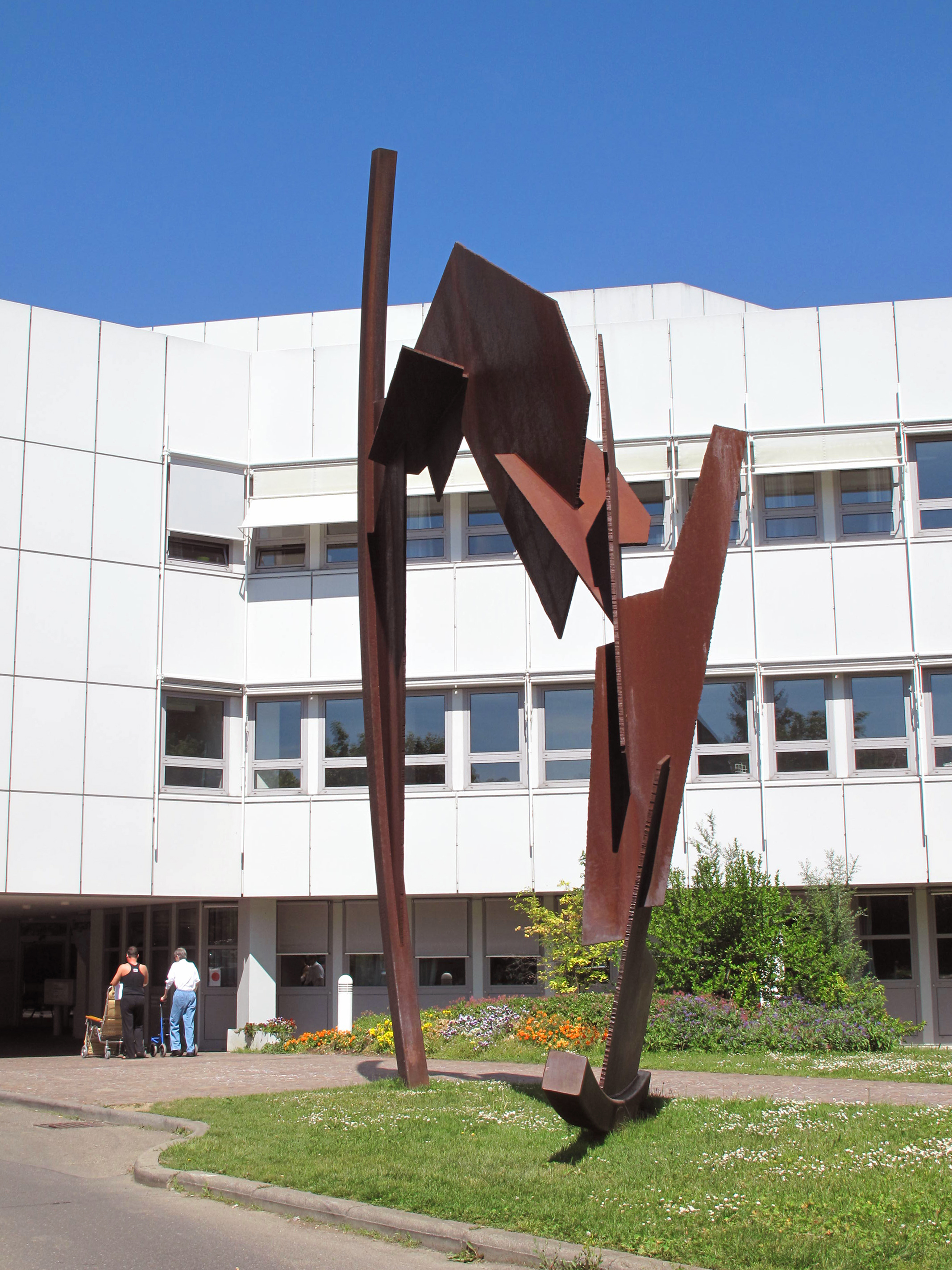
11: Bewegtes Gefüge (1989)
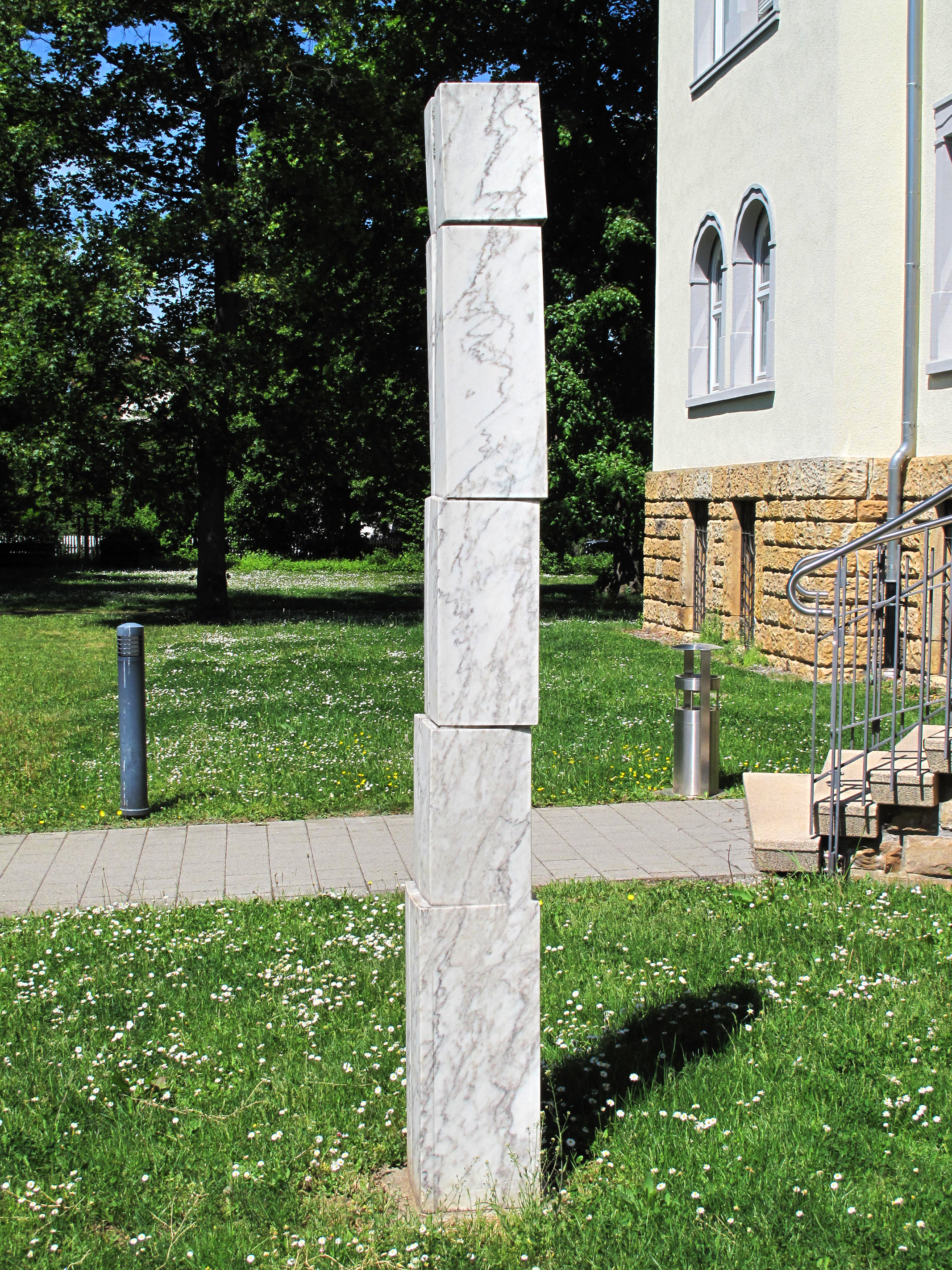
12: Stufenstele (1990)
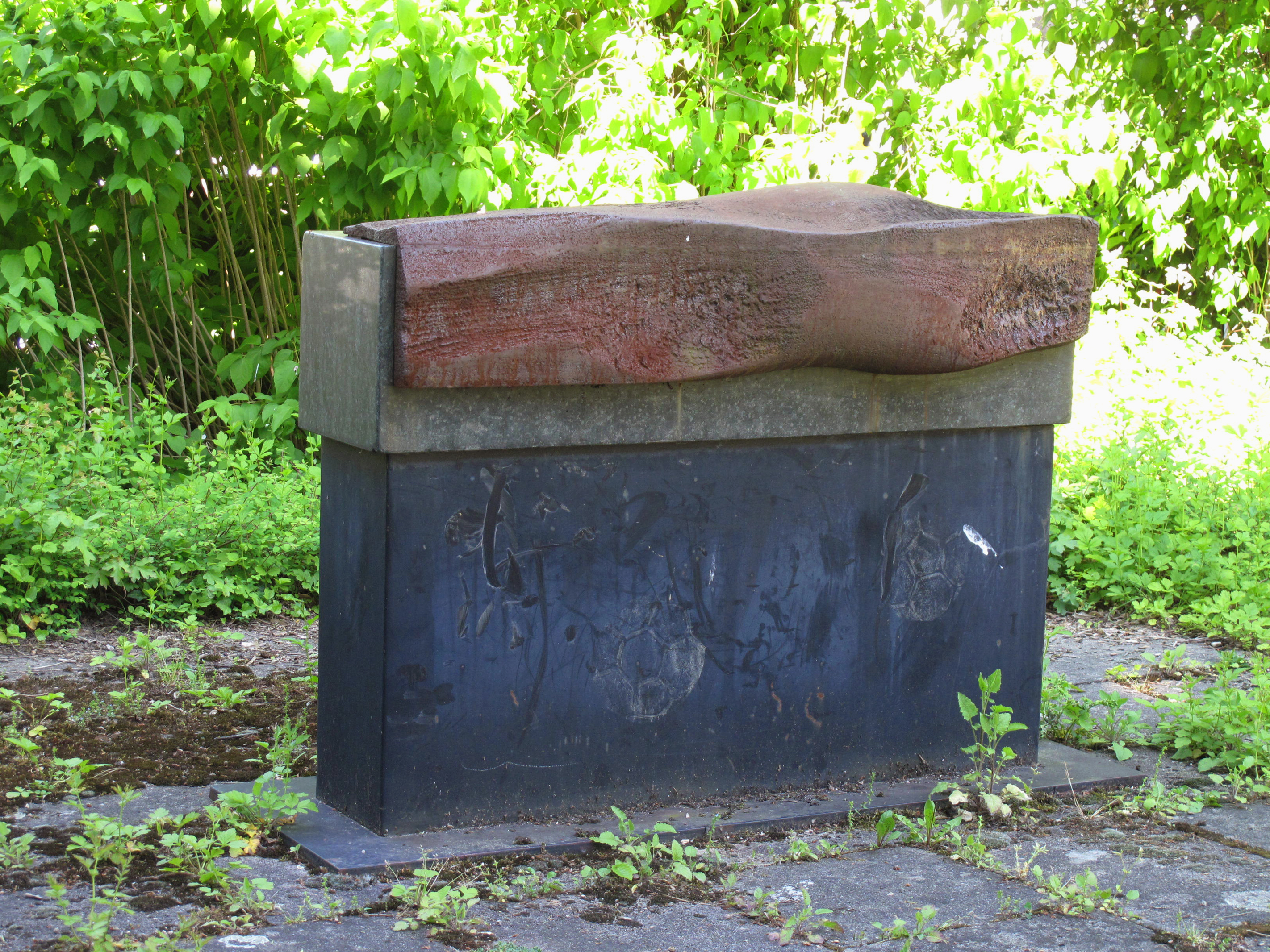
13: Wie ein Altar (1992)
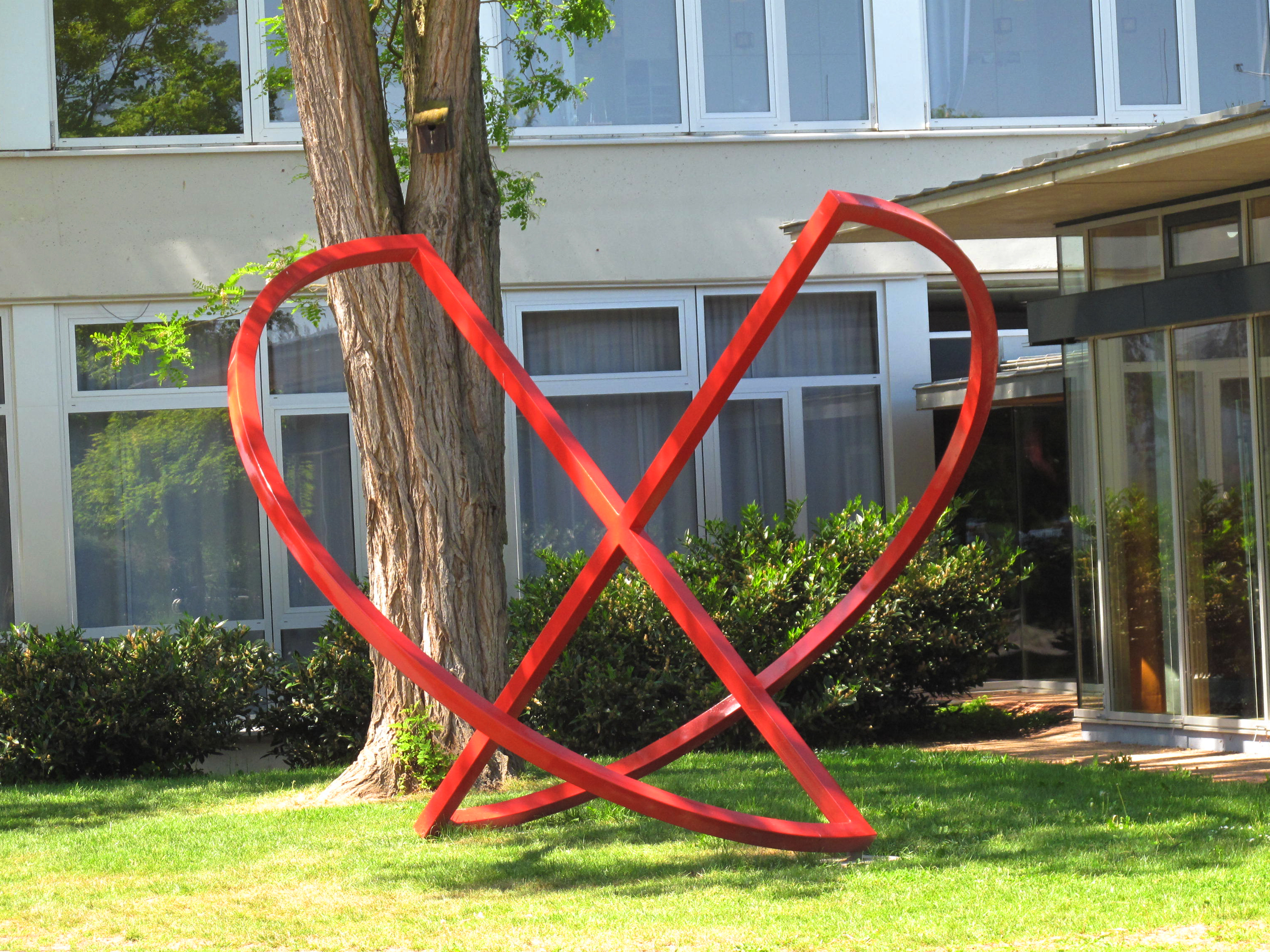
14: Gegenüberstellung (1985)
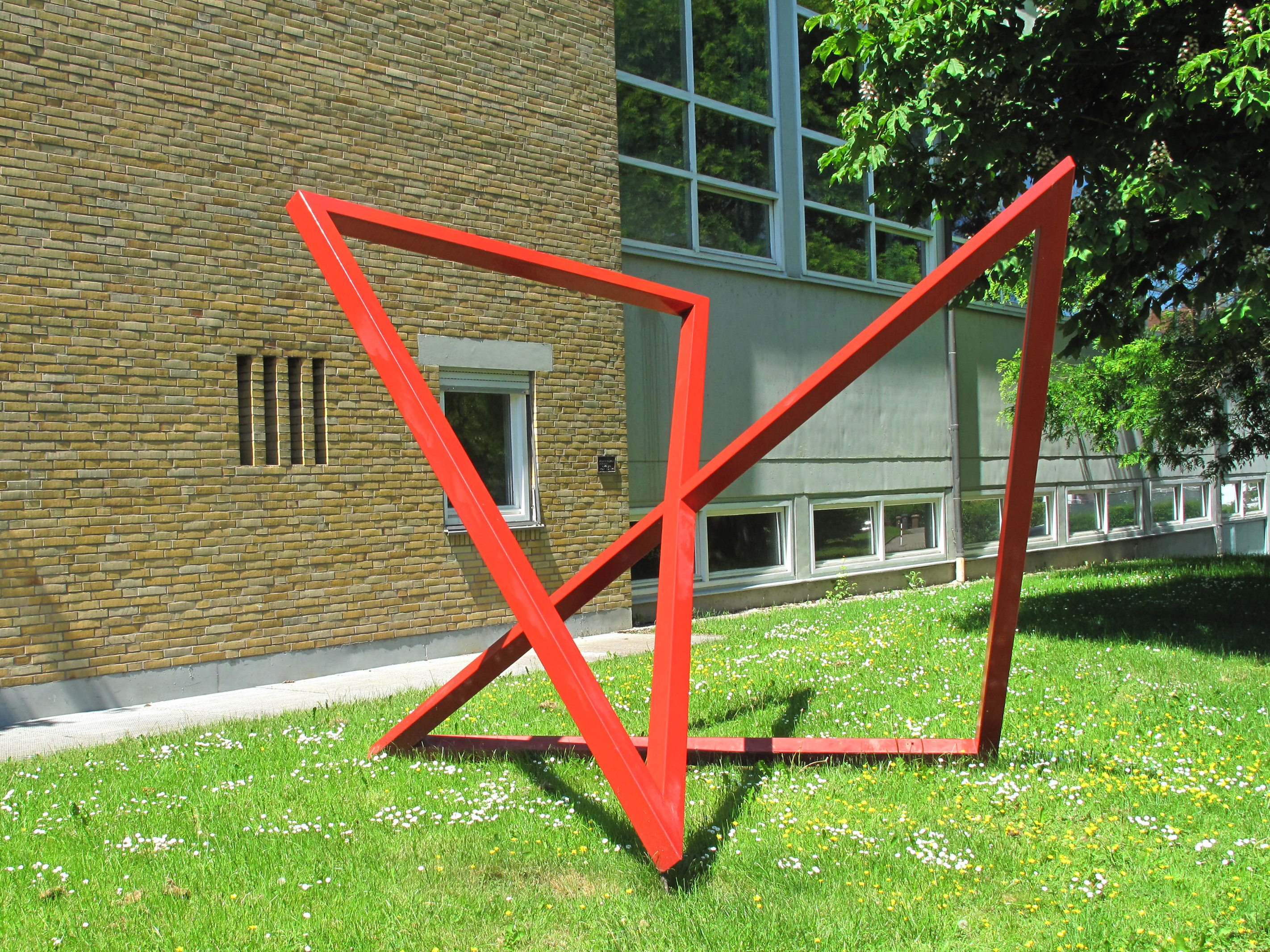
15: Gegensätze (1985)
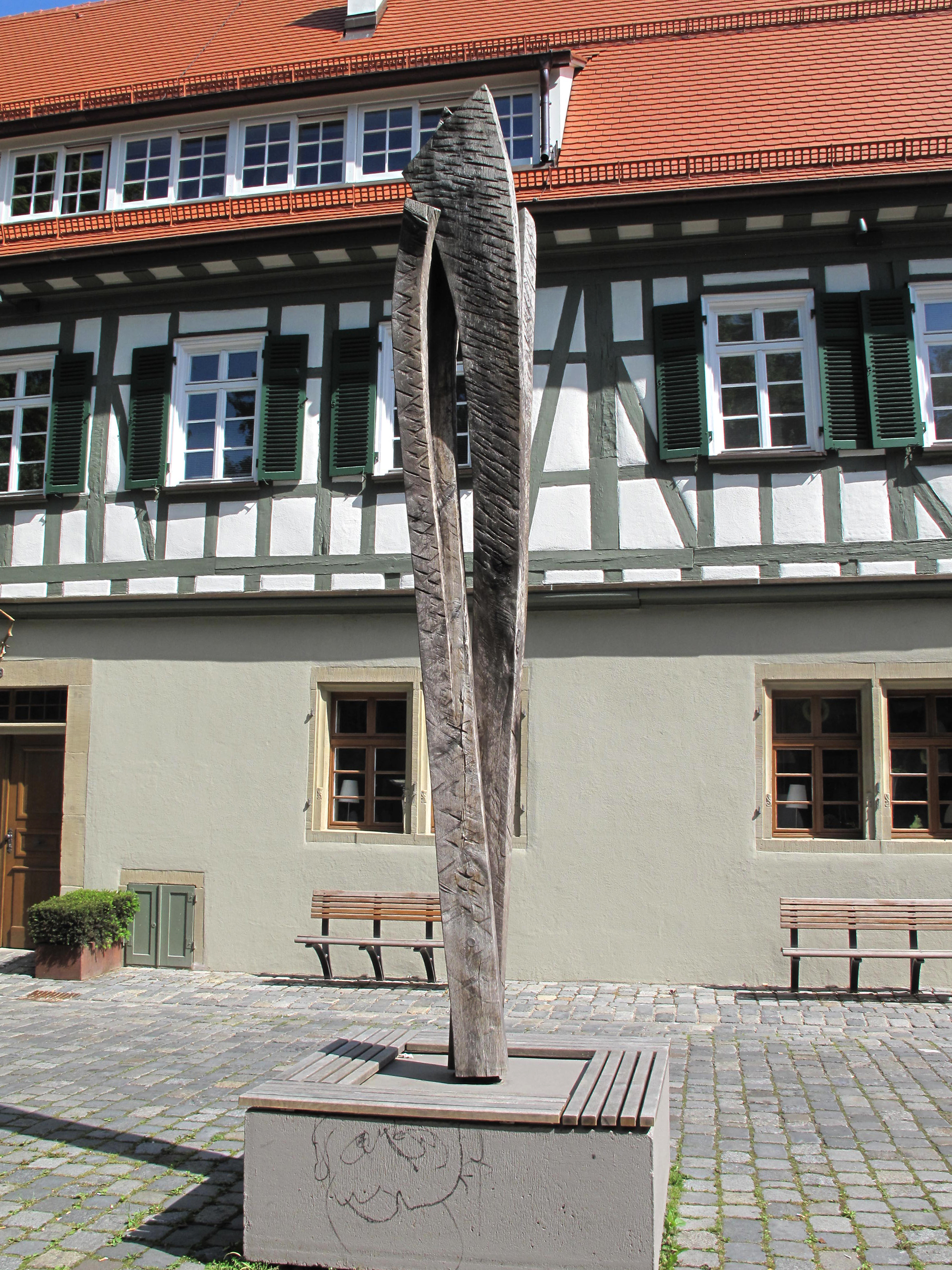
16: Begegnung (2005)